# Jean Joseph Hisely
Jean Joseph Hisely (* 24. Juni 1800 in La Neuveville; † 20. Februar 1866 in Lausanne) war ein Schweizer Historiker und Hochschullehrer.

## Leben und Wirken
Der ältere Bruder des Geologen Charles Hisely (1805–1871) ging mit 19 Jahren nach den Niederlanden um sich dem Studium des Lehrfachs zu widmen.
Er promovierte mit einer nach damaliger Vorschrift in Latein verfassten Inaugurationdissertation über die Tellsage und habilitierte 1824 an der Universität Groningen. Am 8. Oktober 1828 heiratete er in Den Haag die in Genf geborene 23-jährige Frédérique Philippine Ador. Von 1828 bis 1836 war er Professor für Literatur (Niederländisch), Geografie und Geschichte an der Höheren Schule von Den Haag.
1837 wurde er Rektor des Gymnasiums Biel, 1838 bis 1847 Ehrendoktor und Hochschullehrer am Gymnasium Lausanne. 1838 bis 1840 Honorarprofessor für lateinische Philologie an der Akademie Lausanne, 1841 bis 1844 Honorarprofessor und 1844 bis 1847 ausserordentlicher Professor für lateinische Literatur. Von 1847 bis 1849 Honorarprofessor für Geschichte und 1849 bis 1852 Rektor der Akademie.
1839 wurde er Aktivmitglied der Société d’histoire de la Suisse romande. Unter dem Einfluss des Historikers Joseph Eutych Kopp beruhten seine Forschungen auf dem vertieften Studium der Urkunden. Er veröffentlichte mehrere Quellensammlungen. Er war befreundet mit Frédéric de Gingins-La Sarraz (1790–1863). Hisely war auch Mitarbeiter der Göttingische Gelehrte Anzeigen. Sein letztes, aber unvollendetes Werk ist die Geschichte der Grafen von Greyerz.

## Ehrungen
Die Universität Basel verlieh ihm den Titel eines Ehrendoktors der Philosophie.
Der König von Piemont zeichnete ihn mit dem Orden der Heiligen Mauritius und Lazarus aus.